# Neplodnost
Neplodnost je nezmožnost reprodukcije.
Pri človeku je neplodnost definirana kot nezmožnost spočeti po enem letu nezaščitnih spolnih odnosov. Neplodnost prizadane približno 10–15 % parov v reproduktivnem obdobju. Prevalenca je zadnjih 50 let nespremenjena. Razlike so glede na vzrok (etiologijo) in starost bolnikov. Z višanjem starosti ženske narašča incidenca neplodnosti.
Plodnost je definirana kot sposobnost reprodukcije ali stanje biti ploden. To je treba razlikovati od fekundabilnosti, ki je verjetnost spočetja v enem mesecu, in fekundnosti, ki je sposobnost doseči rojstvo znotraj enega menstrualnega ciklusa. 

## Vzroki
Za razplod sta potrebna stik in celovitost ženskega in moškega reproduktivnega trakta. To vključuje:
- sprostitev normalnega preovulacijskega oocita,
- proizvodnjo ustreznih semenčic,
- normalen transport gamet ampularnega ustja jajcevoda, kjer se zgodi oploditev,
- transport embrija v maternico, kjer se ugnezdi in razvija.

Dejavniki neplodnosti so pri moških in/ali ženskah. Pri 70 % neplodnih parov je težava ali pri moškem ali pri ženski; 35 % pri vsakem spolu. Pri nekaterih parih, takšnih je 20 %, je težava pri obeh. Pri 10 % parov vzroka ne poznajo.
Dejavniki življenjskega sloga, ki so povezani s povečanim tveganjem za neplodnost so toksični učinki tobaka, marihuane in drugih snovi, prekomerna telesna dejavnost, neprimerna prehrana (velika izguba/predobivanje telesne teže) in višja starost.